# Сити-спайр-центр
Сити-спайр-центр (англ. CitySpire Center) — небоскрёб смешанного использования в Нью-Йорке. Расположен на 56-й улице между 6-й и 7-й авеню в центре Манхеттена. Построенный в 1987 году, он имеет 248 метров высоты, 75 этажей и общую площадь 33 400 м². Здание принадлежит Tishman Speyer Properties.
Это 9-е по высоте здание в Нью-Йорке и 39-е в США. Нижние 23 этажа здания предназначены для коммерческого использования, остальные представляют собой элитное жилье, которое с увеличением этажности увеличивается по размерам.
Вскоре после окончания строительства жители соседних домов на 55-й улице стали жаловаться на свистящий шум от ветра, дующего через конструкции на куполе. Город угрожал ежедневными штрафами за шум, который продолжался более года. Разработчики исправили проблему, убрав занавесы и, таким образом, расширив каналы, через которые свистел ветер.
Купол, выполненный в мавританском стиле, ночью имеет подсветку, а у самого здания необычная восьмиугольная форма.
Сити Спаэр Центр расположен недалеко от двух небоскребов на 57-й улице — Карнеги Холл Тауэр (который копирует дизайн одноименного концертного зала) и Метрополитан Тауэр.
Через некоторое время после строительства стало заметно, что здание превышает уровень высоты на 14 футов (4 м). Чтобы компенсировать это, разработчики добавили танцевальную студию для городского Департамента Культуры на смежном участке.